# Közönséges zsanérteknős
A közönséges zsanérteknős (Kinixys belliana) a hüllők (Reptilia) osztályának teknősök (Testudines) rendjébe, ezen belül a szárazföldi teknősfélék (Testudinidae) családjába tartozó faj.

## Előfordulása
Korábban úgy vélték, hogy a közönséges zsanérteknős az egész Fekete-Afrikában előfordul. Azonban 2012-ben, Kindlernek és társainak a kutatásai, azt mutatták, hogy ez a teknősfaj, csak Angolától Burundiig fordul elő. Emiatt a közönséges zsanérteknős egyes alfajait önálló faji rangra kéne emelni.

## Alfajai

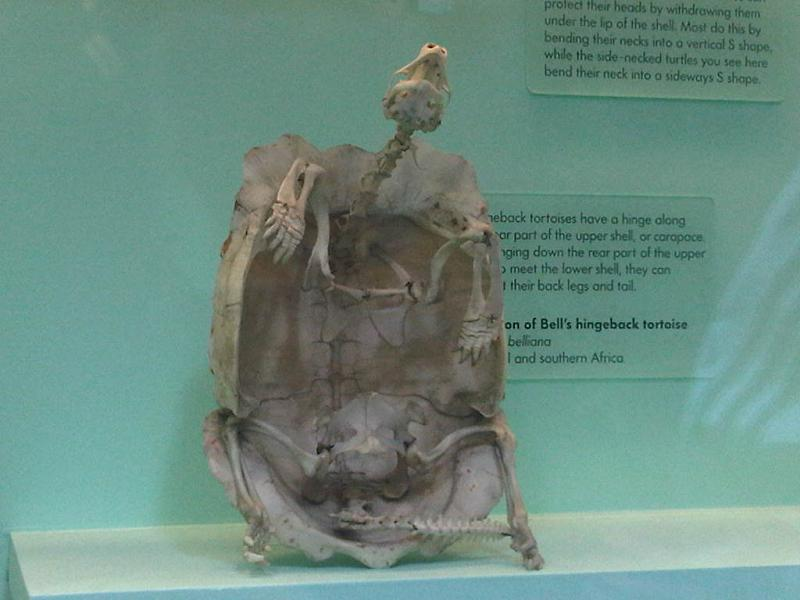
Az állat csontváza a londoni Természettudományi Múzeumban

Ez a szakasz a korábbi rendszerezést követi.
- Kinixys belliana belliana
- Kinixys belliana domerguei
- Kinixys belliana nogeuyi
- Kinixys belliana zombensis

Kindler és társai szerint, a K. b. zombensist, amelyet egyébként gyakran a K. b. domerguei szinonimájaként tekintenek és a K. b. nogeuyit külön fajnak kéne nyilvánítani.

## Megjelenése
Ennek a kis 22 centiméter hosszú teknősnek világosbarna a teknője. A hímek mellső lábain, a K. b. nogeuyit kivételével, 5 karom ül.

## Életmódja
Valószínűleg erdőlakó állat. Tápláléka az ágak, gyökerek, levelek, gyümölcsök, gerinctelenek és ebihalak. A közönséges zsanérteknősre leopárdok és ragadozó madarak vadásznak. Számos külső és belső élősködő van rajtuk, illetve bennük.

### Fordítás
- Ez a szócikk részben vagy egészben  a   Bell's hinge-back tortoise című angol Wikipédia-szócikk ezen változatának fordításán alapul.  Az eredeti cikk szerkesztőit annak laptörténete sorolja fel. Ez a jelzés csupán a megfogalmazás eredetét és a szerzői jogokat jelzi, nem szolgál a cikkben szereplő információk forrásmegjelöléseként.